# Breite Straße (Magdeburg-Altstadt)

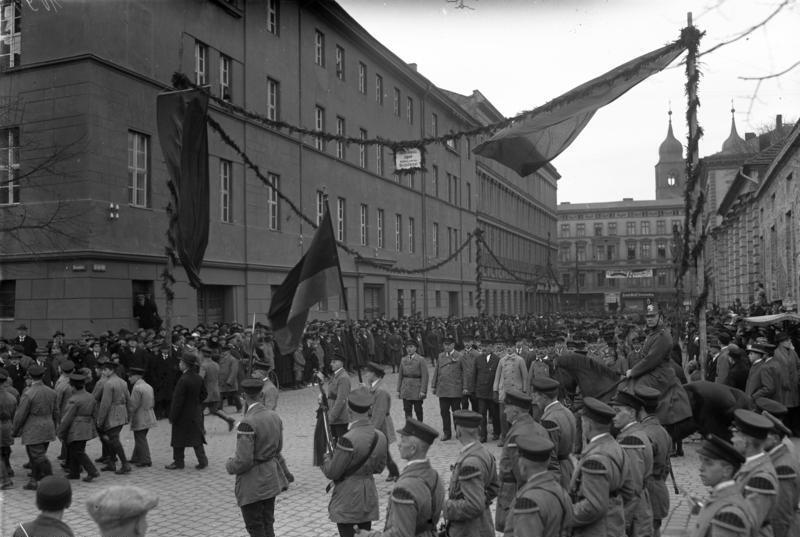
Blick vom Domplatz in die Breite Straße während einer Demonstration des Reichsbanners Schwarz-Rot-Gold 1925

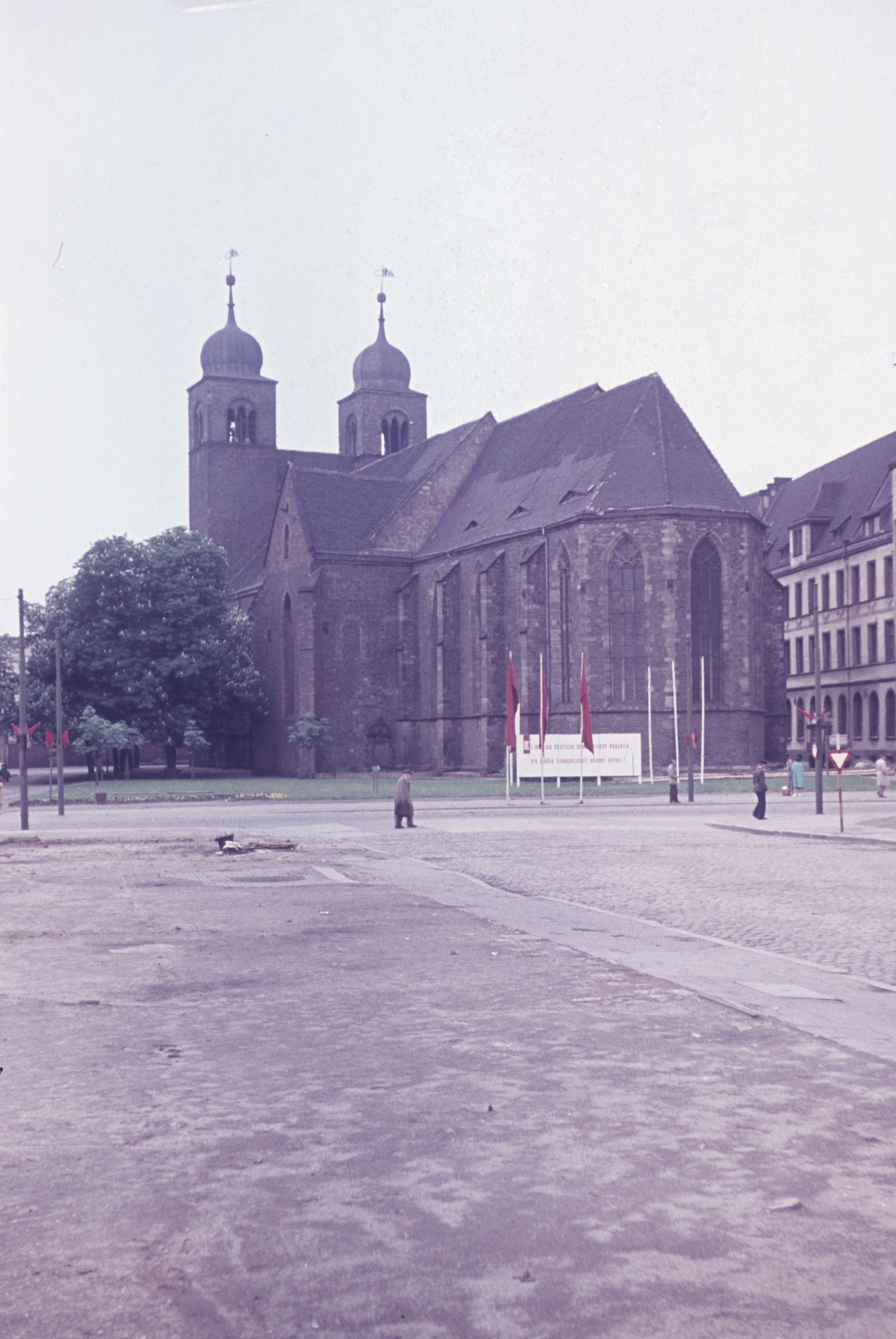
Blick über die von Trümmern beräumte Breite Straße nach Westen zur Sebastianskirche, 1960

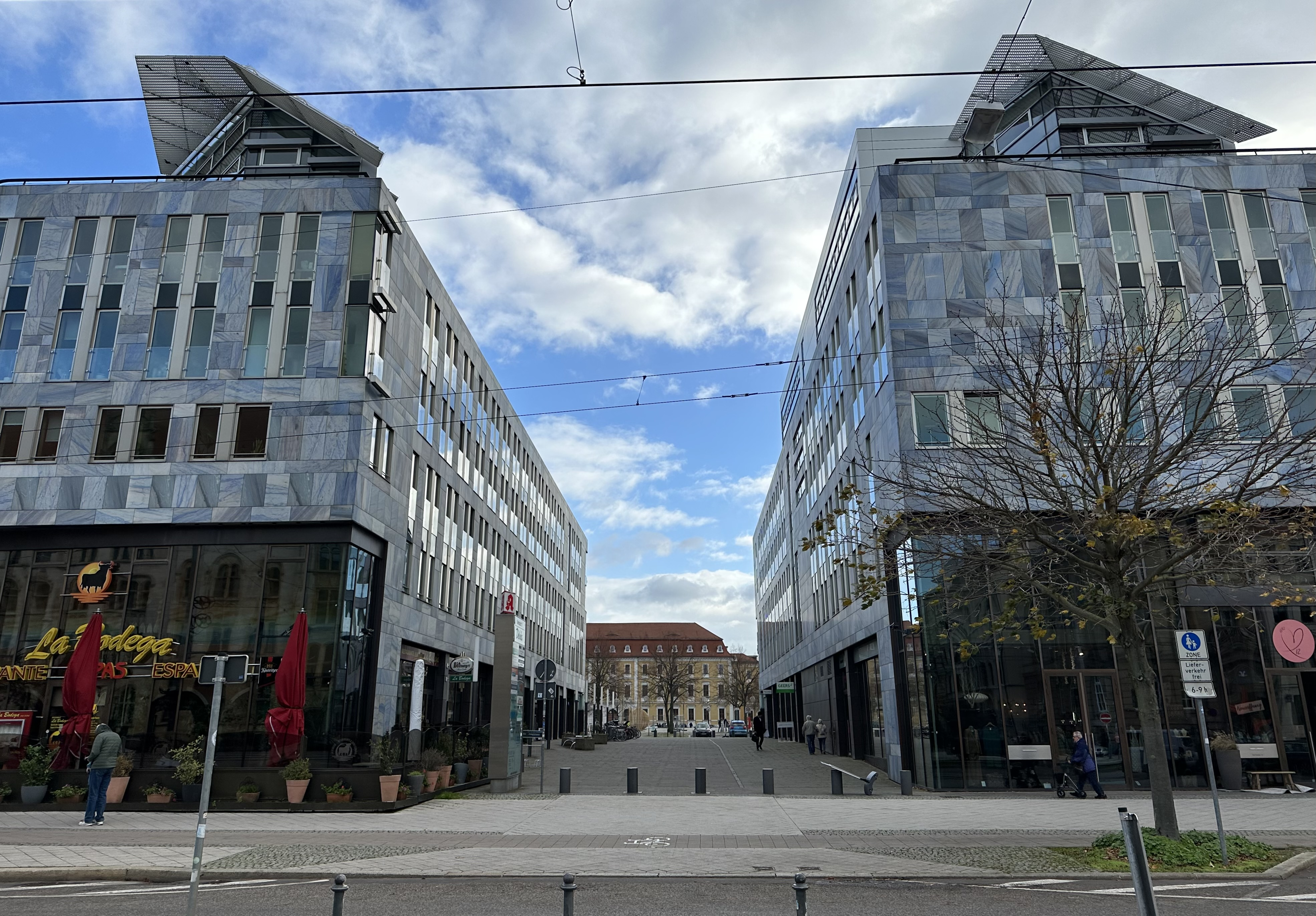
Blick in die Breite Straße vom Breiten Weg her, 2023

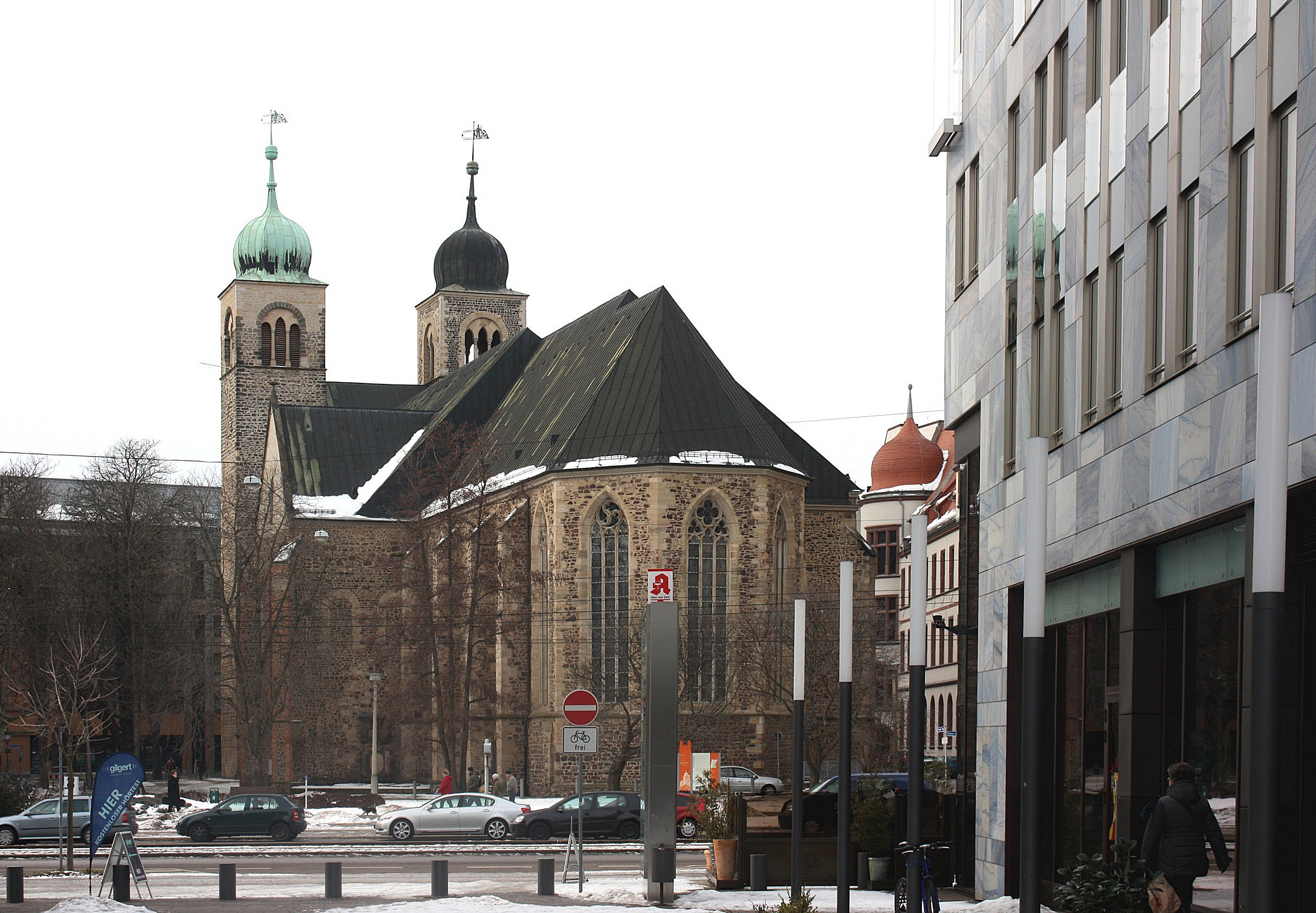
Blick nach Westen, 2010

Die Breite Straße ist eine heute jedoch unbenannte Straße in Magdeburg in Sachsen-Anhalt. Sie ist nicht zu verwechseln mit der im Stadtteil Pechau bestehenden und auch noch so benannten Breiten Straße.

## Lage und Verlauf
Die Straße befindet sich in der Magdeburger Altstadt. Sie verläuft über etwa 65 Meter vom Domplatz aus nach Westen zum Breiten Weg, auf den sie etwas südlich gegenüber der Sebastianskirche trifft. Die an die Straße angrenzende Bebauung gehört zum Domplatz oder zum Breiten Weg.

## Geschichte
Noch bis in das 18. Jahrhundert erstreckte sich in diesem Bereich der Komplex der Dompropstei des Magdeburger Doms. 1706 ließ der Dompropst Herzog Heinrich von Sachsen-Barby die baufällige Propstei samt mehrerer Wirtschaftsbauten abreißen und einen Neubau an anderer Stelle des Gehöfts errichten. Den südlichen Teil des Geländes erhielt nach Verhandlungen König Friedrich I. Er ließ 1707 dann die zunächst als Neue Straße benannte breite Straße anlegen, auf deren Nordseite die monumentalen Bauten der neuen Dompropstei entstanden. Sie war so angelegt, dass von ihr aus nach Osten ein attraktiver Blick auf das am Domplatz befindliche Königliche Palais bestand. Im Ausgleich für das abgetretene Gebiet erhielt der Herzog zur Bebauung eine große Fläche weiter südlich (Breiter Weg 1 und 2). Noch bis in die Zeit um 1720 blieb die Südseite unbebaut. Dann entstand im östlichen Teil der Südseite zunächst das Zeughaus Magdeburg (Domplatz 11). Später wurden auf der westlichen Hälfte zum Breiten Weg ausgerichtete Privathäuser (Breiter Weg 1 bis 3) erbaut. Später erhielt die Straße, sicher aufgrund ihres Erscheinungsbildes, den Namen Breite Straße. Eine erste Erwähnung dieses Namens ist aus dem Jahr 1798 überliefert.
Die an die Straße grenzende Bebauung gehörte jeweils zum Breiten Weg oder Domplatz.
Der Bereich der Breiten Straße wurde im Zweiten Weltkrieg zerstört. In der Zeit der DDR entstand ab 1962, nach einem Entwurf des VEB Hochbauprojektierung und des Stadtbauamtes Magdeburg, ein fünfgeschossiger Appartementblock in Plattenbauweise. Der 150 Meter lange, sich parallel zum Breiten Weg erstreckende Bau, überbaute in Teilen auch die Breite Straße, die so aufgegeben wurde. Im Zuge der Neugestaltung des Areals nach der politischen Wende des Jahres 1989 wurde die Überbauung abgerissen und durch neue Bürobauten ersetzt. Dabei entstand im Bereich der Breiten Straße wieder eine Straße, mit allerdings etwas veränderter Orientierung. Durch diese veränderte Ausrichtung ist die Sichtachse zum Königlichen Palais beeinträchtigt. Die angrenzende Bebauung erhielt wiederum Adressen am Breiten Weg oder Domplatz.
Obwohl die Straße unbenannt ist, wird sie vereinzelt auch in amtlichen Dokumenten Breite Straße genannt.